# Buyers club
Buyers Club (Câu lạc bộ những người mua hàng) là một câu lạc bộ được tổ chức nhằm tập trung quyền lực mua, cho phép họ mua hàng với giá thấp hơn giá thường, hoặc mua được hàng hóa mà khó có thể mua được nếu mua riêng lẻ.

## Dịch bệnh AIDS
Vào thời kỳ đầu của dịch bệnh HIV/AIDS, câu lạc bộ của những người mua hàng (Buyers Clubs) trở nên nổi bật và được xem là một phương tiện để tiếp cận các loại thuốc hoặc thông tin không được chấp thuận về cách điều trị HIV và các nhiễm trùng cơ hội. Điều này trở nên nổi bật hơn với sự ra đời của bộ phim Dallas Buyers Club vào năm 2013.

## Bệnh viêm gan C
Để đối phó với giá cao của phương pháp điều trị viêm gan C thế hệ mới bằng thuốc tác động trực tiếp (DAA), Bác sĩ James Freeman và cha của ông là Bác sĩ John Freeman đã sáng lập ra hội những người mua FixHepC Buyers Club tại Úc vào năm 2015 nhằm giúp bệnh nhân có được nhập các loại thuốc sofosbuvir, daclatasvir, và ledipasvir một cách hợp pháp. Tại Hội thảo Quốc tế Gan EASL , Bác sĩ Freeman đã trình bày dữ liệu  cho thấy rằng phiên bản giá rẻ có hiệu quả như các sản phẩm thương hiệu.